# Josef Hybeš

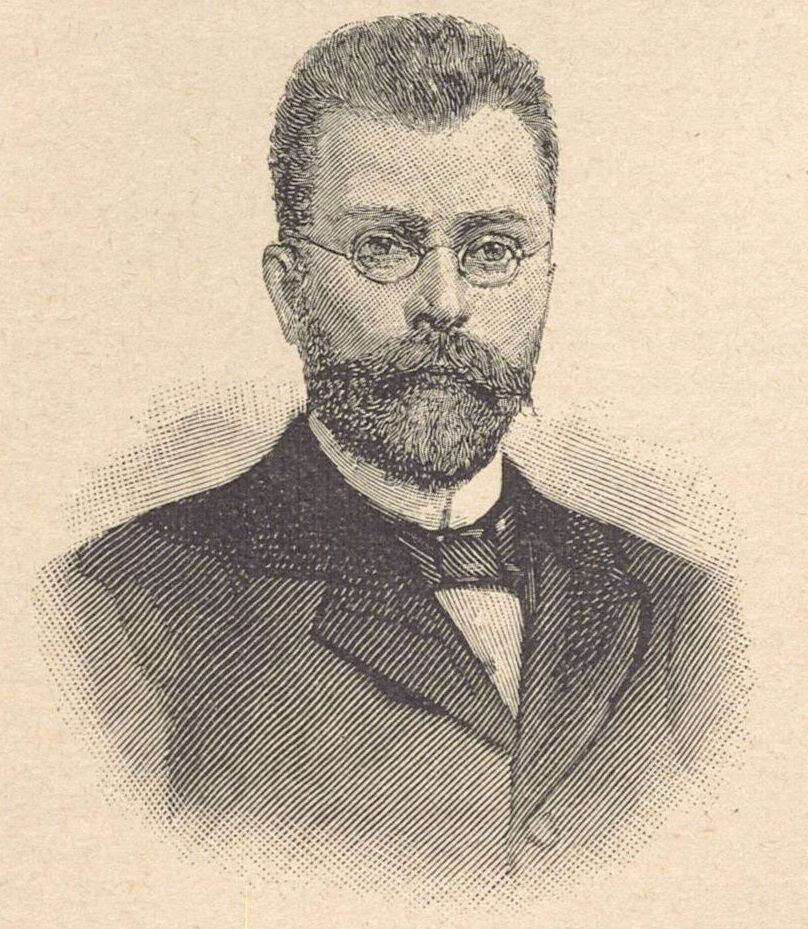
Josef Hybes, um 1897

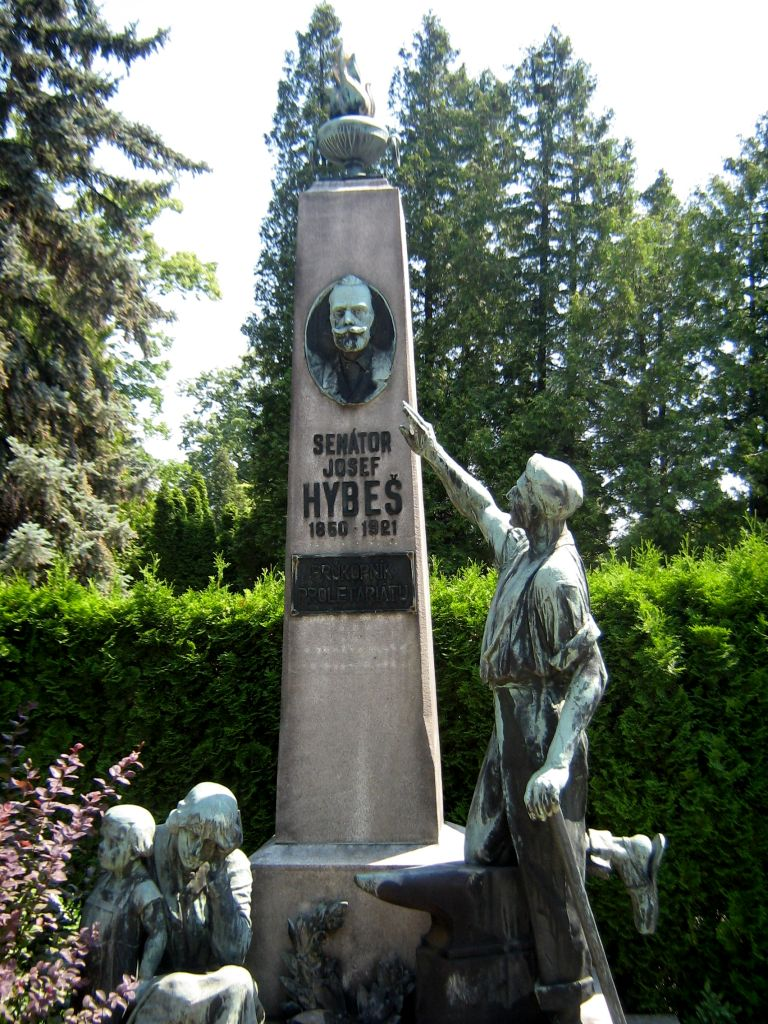
Das Ehrengrab von Josef Hybeš auf dem Brünner Zentralfriedhof

Josef Hybeš, auch Josef Hybesch (* 29. Januar 1850 in Dašice bei Pardubice; † 19. Juli 1921 in Brno), war ein tschechischer Arbeiterführer, Politiker und Journalist, Redaktor der Brünner Zeitung Rovnost.

## Leben
Hybeš konnte aus Geldmangel die Schule nicht abschließen und begann bereits als Kind mit neun Jahren in den Textilbetrieben zu arbeiten. 1867 geht er auf Arbeitssuche nach Wien. Er schließt sich dem Arbeiterbildungsverein an, der Wiege der sozialen Bewegung in Österreich. 1876 wird er als Arbeiterführer Mitglied des Vorstandes der österreichischen Sozialdemokraten. Nach der Verlegung des Sitzes der Tschechischslawischen Sozialdemokraten nach Wien, übernahm er nach Inhaftierung der führenden Riege die Organisation der Partei und verwaltete die Arbeit der vor Ort. 1881 bis 1884 war er Redakteur und einige Zeit auch Redaktionsleiter der Wiener Arbeiterblätter und Mitglied des Verlages Zukunft sowie Mitherausgeber der Zeitschrift Die Zukunft.
Nach Ausrufung des Ausnahmezustand am 31. Januar 1884 in Wien wurden alle führende Funktionäre der Sozialdemokraten verhaftet. Nach seiner Ausweisung arbeitete er zunächst als Textilarbeiter weiter, war gleichzeitig vier Jahre Verleger der in Prostějov erscheinenden Zeitung Hlas lidu (Stimme des Volkes). 1887 ging Hybeš nach Brünn und organisierte dort die Versammlung der tschechischen Arbeiter und wurde als Journalist bei der Zeitung Rovnost tätig. 1907 rief er den Verein für den Bau billiger und bezahlbarer Unterkünfte ins Leben und organisierte Arbeiterstreiks.

## Politiker
1897 und 1901 wählte man ihn als Abgeordneten der Sozialdemokraten in den Reichsrat und 1920 zum Vertreter im Senat der Nationalversammlung der Tschechoslowakischen Republik. Gleichzeitig vertrat er die Sozialdemokraten bei internationalen Kongressen.

## Ehrungen
In Brünn erinnert seit 1928 (bis 1939) und dann wieder ab 1946 die Straße „Hybešova“, die einstige Straßengasse oder Silniční in Altbrünn (Staré Brno) an Josef Hybeš. Nach dem Zweiten Weltkrieg gab es in Brünn zahlreiche Umbenennung in seinem Namen: „Hybešova čtvrť“ (1952–1992) heute Julianov, „Hybešova hora“ (1957–1992) heute Bílá hora mit seinem Denkmal, „Hybešova nemocnice“ (1949–1995), heute SurGal Clinic, die jedoch nach der Samtenen Revolution wieder rückgängig gemacht worden sind.